# 池田清直
池田 清直（いけだ きよなお）は、因幡若桜藩（鳥取西館新田藩）の第8代藩主。

## 略伝
文化9年（1812年）8月15日、因幡鹿奴藩の第7代藩主・池田仲雅の八男として江戸で生まれる。弘化4年（1847年）に若桜藩の第7代藩主・定保が死去したため、その養子として家督を継ぎ、12月15日に従五位下・淡路守に叙位・任官する。
幕命で江戸城御門番を歴任した。安政5年（1858年）8月6日、江戸で死去した。享年47。跡を甥で養子の清緝が継いだ。